# 张椿
张椿（?—?），字德茂。元朝末年明朝初年宁国府宣城县（今安徽省宣城市）人。
明太祖洪武初年，张椿任山东邹平知县。当时齐鲁初定，民生凋敝。张椿创建学校，建立公署，崇祭祀之典，旌表孝悌之民。他以政绩为人称颂。红巾军之乱时，有张椿是方城人，率领的北琐红军，至正十二年（1352年）二月，王权、张椿攻克澧州。